# San Antonio (Atotonilco de Tula)
San Antonio es una localidad de México perteneciente al municipio de Atotonilco de Tula en el estado de Hidalgo.

## Geografía
Se encuentra en la región del Valle del Mezquital, a la localidad le corresponden las coordenadas geográficas 19° 57’ 15.751” de latitud norte y 99° 17’ 9.982” de longitud oeste, con una altitud de 2181 m s. n. m. Se encuentra a una distancia aproximada de 9.19 kilómetros al suroeste de la cabecera municipal, Atotonilco de Tula.
En cuanto a fisiografía se encuentra dentro de la provincia de la Eje Neovolcánico dentro de la subprovincia de Lagos y Volcanes de Anáhuac; su terreno es de lomerío. En lo que respecta a la hidrografía se encuentra posicionado en la región Panuco, dentro de la cuenca del río Moctezuma, en la subcuenca del río El Salto. Cuenta con un clima semiseco templado.

## Demografía
En 2020 registró una población de 1065 personas, lo que corresponde al 1.70 % de la población municipal. De los cuales 524 son hombres y 541 son mujeres. Tiene 261 viviendas particulares habitadas.
| Gráfica de evolución demográfica de San Antonio entre 1980 y 2020                            |
|                                                                                              |
| Población de los censos y conteos del Instituto Nacional de Estadística y Geografía (INEGI). |

## Economía
La localidad tiene un grado de marginación alto y un grado de rezago social bajo.